# Болдырев, Алексей Васильевич
Алексе́й Васи́льевич Бо́лдырев (16 [27] марта 1784, Полтава, Российская империя — 17 [29] августа 1842, Москва, Российская империя) — востоковед, ординарный профессор,  декан отделения словесных наук и ректор Московского университета.

## Биография
Родился 16 (27) марта 1784 года в Полтаве в семье штаб-лекаря. В марте 1798 года поступил в московскую университетскую гимназию и в 1801 году стал студентом юридического факультета Московского университета. Через год перешёл на философский факультет и в 1805 году окончил отделение словесных наук со степенью кандидата новейшей литературы. В 1806 году после защиты диссертации был удостоен степени магистра философии и свободных наук; в этом же году был награждён золотой табакеркой за перевод еврейской грамматики. В следующем году отправлен за границу для изучения восточных языков — в Гёттингене занимался семитологией и арабистикой, в Париже изучал языки мусульманского Востока. По возвращении в Москву в 1811 году был назначен адъюнктом по кафедре восточных языков, принят в действительные члены Общества любителей российской словесности; в 1815 году был утверждён в должности экстраординарного профессора. В 1811 году он также был приглашён в училище Св. Екатерины для преподавания русской словесности, где состоял до августа 1818 года, когда был утверждён ординарным профессором Московского университета. Стал учредителем и действительным членом Общества любителей российской словесности.
В своих воспоминаниях М. А. Дмитриев писал о нём:

Он принял совсем другую методу. Он начал с того, что продиктовал нам прозу, и потом пересадил нас по сведениям нашим в правописании. Это показалось нам, которым прежде показывали одни высоты Парнаса, несколько унизительно, но вскоре мы все увидели, что это полезнее. Начавши с такого мелкого требования, с правописания, он нечувствительно ввёл нас, так сказать, в тайны русского языка; он разбирал критически, и грамматикально, и риторически прозу Карамзина, показывая нам порядок его речи, согласие её законов с красотою слога и зависимость одного от другого. Одним словом, это было учение прочное, основательное и методическое, чем он дал нам прочные основания к литературе вообще.
— «Главы из воспоминаний моей жизни»
Когда в июле 1827 года на собрании Комитета устройства учебных заведений под председательством адмирала А. С. Шишкова рассматривался вопрос «о статусе и учебных программах Лазаревской армянской гимназии высших наук и восточных языков» в Москве, академик Христиан Френ заявил, что «весьма справедливо подчинить сие заведение ведомству Московского университета, тем более, что в сем последнем находится один профессор, который в отношении к восточным языкам может быть весьма полезен заведению» — речь шла о А. В. Болдыреве.
В 1828—1832 годах Болдырев занимал должность декана отделения словесных наук, а в 1833—1836 годах был ректором университета, всё это время продолжая преподавать восточную словесность (языки арабский, турецкий и персидский). В 1831 году был награждён орденом св. Анны 2-й степени.
Годы ректорства А. В. Болдырева характеризуются усилением контроля со стороны властей: 1 мая 1834 года вышел указ о введении должности инспектора студентов (на неё был назначен П. С. Нахимов, брат будущего знаменитого флотоводца) и пяти его помощников, подчинявшихся непосредственно попечителю; вменялось в обязанность ношение студенческой формы. В этот период началось издание «Учёных записок Московского университета», шло интенсивное капитальное строительство: 1835 год ознаменовался завершением архитектурного ансамбля аудиторного корпуса и домовой церкви (архитектор Е. Д. Тюрин), перестройкой под жилой дом бывшего опричного двора Ивана Грозного.
А. В. Болдырев содержал пансион, в котором начали свою деятельность Н. Е. Зернов и В. С. Межевич.
С 7 августа 1833 года состоял сторонним цензором Московского цензурного комитета, а 22 октября 1836 года отправлен в отставку с чином статского советника за допуск к опубликованию в журнале «Телескоп» (1836, № 15) «Философического письма» П. Я. Чаадаева.
Скончался 17 (29) августа 1842 года в Москве на 58-м году жизни. Был похоронен на Дорогомиловском кладбище в Москве; при его ликвидации прах А. В. Болдырева и его родных был перенесён на кладбище Донского монастыря.
А. В. Болдырев положил начало изучению в университете арабского, древнееврейского, персидского и других восточных языков; стал основателем московской школы российской ориенталистики.